# Gravidanza ectopica
In medicina, si definisce gravidanza ectopica quella condizione patologica in cui l'impianto dell'embrione avviene in sedi diverse dalla cavità uterina.
Gravidanza ectopica è una complicazione della gravidanza in cui l'embrione si forma all'esterno dell'utero. Segni e sintomi classici includono dolore addominale e sanguinamento vaginale, sebbene solo meno della metà delle donne manifesti entrambi i sintomi. Questo dolore può essere descritto come dolore tagliente e localizzato, oppure persistente e diffuso, o simile ai crampi. Il dolore può anche diffondersi alla spalla se il sanguinamento si verifica nell'addome. Un sanguinamento grave può causare ritmo cardiaco accelerato, sincope o shock circolatorio. Tranne in situazioni molto rare, il feto di una gravidanza extrauterina non è in grado di sopravvivere.
Tra i fattori di rischio per una gravidanza ectopica ci sono la malattia infiammatoria pelvica, in molti casi causata da clamidia, fumare, storia di intervento chirurgico alle tube di Falloppio, storia di infertilità; e l'uso della procreazione medicalmente assistita. Le donne che hanno avuto in precedenza una gravidanza extrauterina corrono un rischio molto più elevato di averne un’altra. Il 90% delle gravidanze ectopiche si sviluppano nelle tube di Falloppio e sono chiamate gravidanze tubariche. L'annidamento può verificarsi anche nella cervice, ovaio o nell'addome. Una gravidanza ectopica viene generalmente diagnosticata utilizzando ecografia ed esami del sangue per rilevare la gonadotropina corionica umana. Per confermare la diagnosi potrebbe essere necessario ripetere gli esami in momenti diversi. L'ecografia vaginale è più accurata. Altre condizioni che presentano sintomi simili includono aborto spontaneo, torsione ovarica e appendicite.
La prevenzione consiste nel ridurre i fattori di rischio, come il trattamento delle infezioni da clamidia. Sebbene alcune gravidanze ectopiche si risolvano senza trattamento, a partire dal 2014 questo approccio non è stato ancora ben studiato. Il trattamento può consistere in farmaci o interventi chirurgici. Si può somministrare metotrexato, che è più efficace quando i livelli di gonadotropina corionica umana sono bassi e l’embrione è ancora piccolo. L'intervento chirurgico è consigliato quando c'è una rottura della tuba, quando c'è battito cardiaco fetale o quando i parametri vitali della madre sono instabili. L'intervento chirurgico può essere laparoscopico, con una minima incisione, o laparotomia, attraverso un'incisione più grande. Con il trattamento, la prognosi è generalmente buona.
In paesi sviluppati, il tasso di gravidanze ectopiche è dell'1–2%, sebbene possa raggiungere il 4% tra le persone che partecipano a programmi di procreazione medicalmente assistita. È la causa più comune di morte durante il primo trimestre di gravidanza, rappresentando il 10% dei decessi totali. Sebbene nei paesi sviluppati la prognosi sia stanno migliorando, nei paesi in via di sviluppo sono ancora insoddisfacenti. Il rischio di la mortalità tra i paesi sviluppati è dello 0,1–0,3%, mentre nei paesi in via di sviluppo è dell'1–3%. La prima descrizione conosciuta di una gravidanza ectopica è stata fatta dal medico andaluso Abulcasis nel secolo XI. Il termine "ectopico" significa "fuori posto".

## Classificazione
La gravidanza ectopica può essere distinta in:
- gravidanza intrauterina, con impianto in sede impropria (a livello dell'ostio tubarico, a livello della cervice uterina, nell'interstizio uterino ecc.)
- gravidanza extrauterina, quando l'annidamento avviene al di fuori dell'utero. A seconda delle sue sedi, la gravidanza extrauterina viene definita:
  - tubarica (che è a sua volta distinguibile in interstiziale, istmica, ampollare e fimbrica, in base alla porzione della tuba dove si ha l'annidamento dell'embrione); la gravidanza tubarica è la più frequente gravidanza extrauterina;
  - tubo-ovarica;
  - ovarica;
  - addominale : in questo caso l'impianto dell'embrione avviene nella cavità peritoneale o a livello degli organi addominali. L'impianto è definito primitivo (se si realizza in queste sedi fin dall'inizio) o secondario (se l'impianto addominale avviene solo successivamente, dopo che l'embrione si sia staccato da un precedente impianto tubarico o ovarico). È l'evenienza più rara. Al contrario di altri tipi di gravidanze ectopiche, quella addominale ha probabilità di riuscita molto più alta.

## Epidemiologia
La frequenza globale delle gravidanze ectopiche varia da 1/80 a 1/2000 gravidanze, in relazione alle diverse popolazioni osservate: il rischio di insorgenza è infatti maggiore in una popolazione di età maggiormente avanzata o in una popolazione di nullipare con anamnesi di poliabortività. Più gravidanze extrauterine simultanee sono un'evenienza rara (1/30000), a meno di uso di tecniche di fecondazione assistita. In queste comunque il rischio di gravidanza ectopica è inferiore a 1%.

## Eziologia
Ogni gravidanza, nella sua fase iniziale, è extrauterina, poiché, prima di giungere ad annidarsi nella cavità dell'utero, l'embrione rimane per circa 2-5 giorni nella tuba. Sia per cause che ritardano o deviano il trasporto dell'embrione verso l'utero (lesione anatomiche delle tube su base flogistica, esiti cicatriziali, endometriosi pelvica, tumori tubarici, squilibri ormonali ecc.) sia per cause non ben definite che accelerano lo sviluppo dell'embrione, questo può non raggiungere la cavità uterina e impiantarsi quindi in sede ectopica.
Inoltre, sembra che il diffondersi di anticoncezionali (soprattutto di dispositivi intrauterini) sia correlato a un aumento di insorgenza di gravidanza extrauterina. D'altronde, rispetto al passato, grazie al progredire della tecnologia in campo medico, viene diagnosticato un numero più elevato di gravidanze extrauterine, parte delle quali probabilmente sarebbero passate inosservate per morte precoce dell'embrione: di conseguenza, con molta probabilità, l'aumento delle gravidanze ectopiche è soltanto relativo.

### Segni e sintomi
Nausea, tensione mammaria, affaticamento, amenorrea o spotting, sincope, dolore ai quadranti addominali inferiori, tensione dell'addome, aumento contestuale di volume dell'utero, massa pelvica o annessiale, dolorabilità del collo dell'utero e dolorabilità annessiale, peritonite con grido del Douglas, shock emorragico.

### Complicanze
La gravidanza ectopica non diagnosticata o riconosciuta in ritardo può complicarsi notevolmente fino all'esito fatale, specie per il feto. La morte materna, specie in caso di trattamento, è rara. L'emorragia interna può portare la paziente allo shock emorragico o comunque a un'anemia molto grave. Perciò, anche nel sospetto di gravidanza extrauterina, è indicata l'ospedalizzazione e l'osservazione con controllo dei parametri vitali.

### Esami di laboratorio e strumentali
Esami di laboratorio:
- gravindex positivo,
  - dosaggio della beta-HCG (gonadotropina corionica umana)<6000 mUI/ml a 6 settimane e suo aumento <66% in 48 ore,
  - < valori plasmatici di progesterone,
  - < valori plasmatici di estradiolo.

Esami strumentali:
- ecografia: transaddominale e transvaginale che mostra l'assenza di una camera gestazionale all'interno della cavità endometriale e presenza di masse in sede annessiale con versamenti peritoneali.

## Trattamento
Il trattamento della gravidanza ectopica è chirurgico, il trattamento dei sintomi è di supporto. La chirurgia si avvale di laparoscopia o laparotomia per effettuare salpingotomia con riparazione, salpingectomia, isterectomia.

## Casi eccezionali
Nelle gravidanze extrauterine di solito il feto non arriva oltre un certo grado di sviluppo non essendo gli altri organi (ovaie, tube, cavità peritoneale, a seconda del tipo di gravidanza extrauterina) sufficientemente elastici per garantirne la crescita.
Nel 2007 è stato riportato un caso eccezionale di gravidanza extrauterina (addominale) portata a termine dopo 38 settimane di gestazione.